# Sasonichus sullivani
Sasonichus sullivani là một loài nhện trong họ Barychelidae. Loài này phân bố ờ Ấn Độ..